# Rasim Muminović
Rasim Muminović (Trijebine kod Sjenice, 22. april 1935 — Sarajevo, 24. oktobar 2012) bio je bošnjački filozof, redovni profesor na Filozofskom fakultetu Univerziteta u Sarajevu.

## Biografija
Rasim Muminović rođen je 22. aprila 1935. godine u Trijebinama kod Sjenice kao prvo dijete oca Hivza i majke Hajruše,
rođ. Biberović. Završio je osnovno obrazovanje u rodnom kraju, započeo gimnaziju, a nastavio na Gazi Husrev-begovoj medresi (četiri razreda) i Učiteljskoj školi (četiri razreda) u Sarajevu. Studij filozofije i njemačkog jezika započeo je 1956/1957. godine na Filozofskom fakultetu u Sarajevu i diplomirao 1960. godine sa odličnim uspjehom. Nakon kratkog boravka na Radničkom univerzitetu (1960/1961), započinje postdiplomski studij etike na Filozofskom fakultetu u Beogradu i završava odbranom magistarske teze „Odnos Marksa prema povijesti“ 1964. godine. Biran je za asistenta 1965. godine,a potom dvije godine kasnije za docenta na predmetu Etika na Fakultetu političkih nauka u Sarajevu. Prijavom doktorske disertacije „Utopijsko u filozofiji Ernsta Blocha“ boravi u Tibingenu i sluša predavanja profesora Ernsta Bloha, a nakon odbrane doktorata na Filozofskom fakultetu Sveučilišta u Zagrebu, 24. marta 1970. godine gostuje kao stipendista Humboltove zadužbine u Bonu.
Doktorsku disertaciju odbranio je pred komisijom: prof. dr. Gajo Petrović, prof. dr. Branko Bošnjak i prof. dr.
Predrag Vranicki, koji su je visoko ocijenili. Štampana je u Beogradu 1973. godine pod naslovom „Filozofija Ernsta Blocha“ u izdanju Instituta za međunarodni radnički pokret. Početkom 1972. godine dr. Rasim Muminović je izabran u zvanje vanrednog profesora za kolegij „Socijalna i politiĉka filozofija“ na Fakultetu političkih nauka u Sarajevu. Povjereno mu je uređivanje 35. toma Sabranih djela Marksa i Engelsa kao i redakcija Blochovih knjiga „Politička mjerenja“, za koju je izvršio izbor i napisao Predgovor, te „Temeljna pitanja ontologije“, za koju je napisao opširni Pogovor.
Prelaskom na Filozofski fakultet u Sarajevu biva izabran u isto zvanje, vanrednog profesora, 1974. godine i drži predavanja pod naslovom „Marksizam i noviji razvoj filozofije i nauke“, te izvodi i specijalne kolegije na postdiplomskom studiju Odsjeka za filozofiju i sociologiju. U zvanje redovnog profesora izabran je 1979. godine. Nakon odlaska u penziju prof. dr. Rasim Muminović izabran je u zvanje profesora emeritusa.
Muminović je sudjelovao u radu Korčulanske ljetne škole, bio njen član Odbora i saradnik mnogih jugoslovenskih časopisa („Praxis“, „Pregled“, „Život“, „Naše teme“, „Filozofija“ i dr.).
Devedesetih godina izdaje djela u kojima se kritički bavi ideologijama 20. vijeka u trotomnom opusu „Filozofija ideologije“,čiji prvi tom nosi podnaslov „Ideologija i trezvena zbilja“, drugi „Panorama destruktivnih ideologija 20. stoljeća“, a treći tom „Izazovi novog milenija“ u izdanju kuće „El-kalem“. Za vrijeme rata u Bosni i Hercegovini biva protjeran od strane srpskih snaga iz svog stana u sarajevskom naselju Grbavica, te otuđen od svojih stvari i knjiga. Početkom 2000-ih izdaje knjigu „Hadži Murad i Sandžak“ u kojima se bavi istorijom Sandžaka.
Muminović je sredinom 90-ih godina izdao i knjige „Srbizam i stradalništvo Bošnjaka“ (Sarajevo, 1994) i „Fenomenologija srpske genocidne svijesti“ (Ankara, 1995) kritikovanim zbog svog rasističkog sadržaja. (v. opštirnije ispod)
Osim članstva u odboru Korčulanske ljetne škole, bio je član Udruženja filozofa Jugoslavije, predsjednik Udruženja filozofa Bosne i Hercegovine, član Matice Bošnjaka Sandžaka, Vijeća Kongresa bošnjačkih intelektualaca, Savjeta Bošnjačke zajednice kulture Preporod i drugih.
Preminuo je 24. oktobra 2012. godine u Sarajevu. Sahranjen je na mezarju u sarajevskom naselju Buča Potok.

### Optužbe za rasizam
Dvije Muminovićeve knjige „Srbizam i stradalništvo Bošnjaka“ — izdata 1994. u Sarajevu i „Fenomenologija srpske genocidne svijesti“ — izdata u Turskoj u Ankari, 1995. godine su u javnosti od novinara i članova akademske zajednice kritikovani zbog rasističkog sadržaja.
Orijentalista i islamolog Darko Tanasković smatra, u svom osvrtu, da je Muminović u ove dvije knjige „ispisao u novije vreme najotrovnije, rasističke stranice o Srbima i uveo u upotrebu [u knjizi „Srbizam i stradalništvo Bošnjaka“] termin „srbizam“, što bi trebalo da znači „srpski nacizam““, te nadalje citirajući dijelove iz knjige „Fenomenologija srpske genocidne svijesti“ okvalifikovao ovo djelo kao „nezaustavljivu i nekontrolisanu provalu patološke, dijaboličke mržnje koja ne može izvirati iz normalnog ljudskog uma“.
Kvalifikaciju rasizma na Muminovićevo drugu knjigu je iznio i novinar Vuk Bačanović u svojoj kolumni, dovodeći ovo djelo u vezu sa djelom Mustafe Busuladžića.
U intervjuu za časopis „Start“ filozof i socijalni antropolog Ugo Vlaisavljević se osvrnuo na Muminovića i ova njegova „takozvana znanstvena djela“ [Vlaisavljević] kvalifikujući ih „ispisanim u maniru očitog rasizma“, u kojima Muminović „tvrdi da je razlika između Bošnjaka i Srba, razlika između čovjeka i životinje“.

## Izabrana bibliografija
- Filozofija Ernsta Blocha, Institut za međunarodni radnički pokret, Beograd 1973.  113864967  367127
- Ljudskost i povijesnost, "Svjetlost", Sarajevo 1978.  12239367  12239367
- Filozofija i praksa, "Svjetlost", Sarajevo, 1981.  33095175  33095175
- Ognjen Prica - Svijest, život i partija, "Školska knjiga", Zagreb 1982.  33904903
- Ethos i ljudsko bivstvovanje, "Veselin Masleša", Sarajevo 1989.  75788  75788
- Srbizam i stradalništvo Bošnjaka, Sarajevo, 1994.  3632678
- Fenomenologija srpske genocidne svijesti, Ankara, 1995.
- Staljinizam ili apsurdi jednoumlja, Tuzla, 1997.
- Uvod u filozofiju, "Logos", Sarajevo 1998.
- Zarobljeni um, "Harfo-graf", Tuzla 2000.  118996748
- Filozofija ideologije, I knjiga – Ideologija i trezvenost, "El-Kalem", Sarajevo, 2000.  225467148
- Filozofija ideologije, II knjiga – Destruktivne ideologije 20. stoljeća, "El-Kalem", Sarajevo, 2000.  225467404
- Hadži Murad i Sandžak, "Blicdruk", Sarajevo, 2003.  14132486
- Filozofija i kritika društva, "Bemust", Sarajevo, 2009.
- Filozofija ideologije, III knjiga – Izazovi novog milenija, Sarajevo, 2010.
- Filozofija i društvena događanja, "Dobra knjiga", Sarajevo, 2010.  18543366

## Literatura
- Arnautović, Samir (2017). „Filozofija i osviještena egzistencija” (PDF). Znakovi vremena. Sarajevo: Institut „Ibn Sina“ (76/77): 11—26. Архивирано из оригинала (PDF) 13. 02. 2019. г. Приступљено 13. 02. 2019.
- Dedić, Mehmed (2017). „Rasim Muminović, filozof planetarnog ethosa” (PDF). Znakovi vremena. Sarajevo: Institut „Ibn Sina“ (76/77): 27—46. Архивирано из оригинала (PDF) 05. 07. 2018. г. Приступљено 05. 07. 2018.
- Kamberović, Isma (2012). „Sudionici naše prošlosti − umrli u 2012. godini” (PDF). Godišnjak Bošnjačke zajednice kulture Preporod. Sarajevo: Bošnjačka zajednica kulture Preporod. XII: 601—615. Архивирано из оригинала (PDF) 26. 06. 2016. г. Приступљено 13. 01. 2019.
- Krcić, Šefket (2007). „Aspekti Muminovićeve kritičke filozofije” (PDF). Univerzitetska misao : Časopis za nauku, kulturu i umjetnost. Novi Pazar: Internacionalni — Univerzitet u Novom Pazaru (6): 5—37. Архивирано из оригинала (PDF) 13. 06. 2018. г. Приступљено 05. 07. 2018.
- Krcić, Šefket (2017). „Muminovićeva „Filozofija ideologije“ u europskom krugu mišljenja”. Tranzicija : časopis za ekonomiju i politiku tranzicije. Ekonomski institut Tuzla, JCEA Zagreb, DAEB, IEP Beograda, feam Bukurest. 19 (39): 66—80.
- Krcić, Šefket (2017). „Muminovićeva misao u kontekstu bošnjačke i evropske filozofije”. Znakovi vremena. Sarajevo: Institut „Ibn Sina“ (76/77): 47—64.
- Pelešić—Muminović, Fatima (2012). „Ka svijetlim horizontima nade” (PDF). Pregled : časopis za društvena pitanja. Sarajevo: Univerzitet u Sarajevu. LIII (3): 195—210. Архивирано из оригинала (PDF) 19. 01. 2017. г. Приступљено 05. 07. 2018.
- Premec, Vladimir (2010). „Povijest Odsjeka za filozofiju i sociologiju, hronologijski, prema izboru asistenata i nastavnika” (PDF). Dijalog : Časopis za filozofiju i društvenu teoriju. Sarajevo: Centar za filozofska istraživanja Akademije Nauka i Umjetnosti Bosne i Hercegovine. XVI (3—4): 241—246. Архивирано из оригинала (PDF) 13. 02. 2019. г. Приступљено 13. 02. 2019.

## Spoljašnje veze
- Zarobljeni um; Prof. dr. Rasim Muminović